# 聖ヴェロニカ
ヴェロニカ（Veronica、生没年不明）は、カトリック教会・正教会の聖人。祝日は7月12日と2月4日。
言い伝えによると、ヴェロニカはベレニケ（Berenice）ともいい、エルサレムの敬虔な女性であった。彼女は、十字架を背負いゴルゴタの丘へと歩くキリストを憐れみ、額の汗を拭くよう自身の身につけていたヴェールを差し出した。キリストは彼女の申し出を受けて汗を拭き、ヴェールを彼女へ返した。すると、奇跡が起こった。ヴェールには、キリストの顔が浮かび上がっていたのである。この伝承から、絵画や彫像の聖ヴェロニカは、聖顔布を手にした姿で表される。